# Myrmicocrypta
Myrmicocrypta é um gênero de insetos, pertencente a família Formicidae.